# 6 Samodzielna Armia Obrony Powietrznej
6 Samodzielna Armia Obrony Powietrznej – związek operacyjny Sił Zbrojnych ZSRR i Federacji Rosyjskiej.

## Zmiany organizacyjne
W wyniku kolejnych reorganizacji przeformowana w 6  Samodzielną Armię Lotniczą i Obrony Powietrznej Federacji Rosyjskiej. Nowy związek operacyjny skupiał jednostki lotnicze i siły lądowej obrony powietrznej dyslokowane w rejonie Leningradzkiego Okręgu Wojskowego. Jego strategicznym zadaniem jest ochrona Petersburga oraz Kolsko-Murmańskiego i Archangielsko-Siewierodwinskiego regionów przemysłowych, a także baz Floty Północnej. W 2010 posiadał (różne dane) 58-66 bombowców Su-24, 85 myśliwców przechwytujących MiG-31, 89-116 myśliwców Su-27, 18-20 samolotów rozpoznawczych Su-24MR, 26-28 samolotów rozpoznawczych MiG-25RB, 76  śmigłowców bojowych Mi-26, 4 śmigłowce desantowo-transportowe Mi-6, ponad setką transportowo-bojowych i specjalnych śmigłowców Mi-8, a także 524 systemami przeciwlotniczymi S-300P i niewielką liczbą S-400. W sumie armia liczyła około 24 000 żołnierzy.

## Struktura organizacyjna
W latach 1991–1992
- dowództwo – Leningrad
- 384 eskadra śmigłowców Mi-24 – Tapa,
- 498 Szkolna BROP

korpusy i dywizje OP
- 27 Korpus Obrony Powietrznej – Ryga
- 54 Korpus Obrony Powietrznej – Gatczyna
- 14 Dywizja OP  – Talin

lotnictwo myśliwskie OP
- 54 Kerczeński pułk lotnictwa myśliwskiego – Wajnodo
- 159 Taliński pułk lotnictwa myśliwskiego – Bessowiec
- 177 Jarosławski pułk lotnictwa myśliwskiego – Lednoje Pole
- 180 pułk lotnictwa myśliwskiego – Gromowo
- 655 pułk lotnictwa myśliwskiego – Piarnu
- 384 pułk lotnictwa myśliwskiego – Tallin
- 425 pułk lotnictwa myśliwskiego – Haapsału
- 458 pułk lotnictwa myśliwskiego – Kotlas
- 656 pułk lotnictwa myśliwskiego – Tapa
- 689 Sandomierski pułk lotnictwa myśliwskiego – Niwieńskoje
- 941 Wileński pułk lotnictwa myśliwskiego – Polarnyj

W 2010
- dowództwo  – Petersburg
- 21 Korpus Obrony Powietrznej
- 54 Korpus Obrony Powietrznej
- 149 Mieszana Dywizja Lotnicza